# 大眼鮭脂鯉
大眼鮭脂鯉為輻鰭魚綱脂鯉目脂鯉亞目鮭脂鯉科的其中一種，為熱帶淡水魚，分布於非洲剛果河、十字河、坦干伊喀湖等流域，本魚體銀色，背部深藍色、腹部白色，胸鰭及腹鰭黑色，體長可達60公分，棲息在底中層水域，生活習性不明，可做為食用魚。

## 扩展阅读
維基物種上的相關：大眼鮭脂鯉